# Reisratten
Die Reisratten (Oryzomys) sind eine auf dem amerikanischen Kontinent lebende Nagetiergattung aus der Gruppe der Neuweltmäuse. Sie umfassen 43 Arten.

## Merkmale
Reisratten erreichen eine Kopfrumpflänge von 9 bis 20 Zentimetern, der Schwanz ist 8 bis 25 Zentimeter lang und das Gewicht beträgt 40 bis 80 Gramm. Ihr raues, aber nicht stacheliges Fell ist an der Oberseite graubraun gefärbt, die Unterseite ist weiß oder hellbraun. Der Schwanz ist relativ lang und spärlich behaart.

## Verbreitung und Lebensraum
Reisratten sind auf dem amerikanischen Kontinent von den mittleren USA bis in das nördliche Argentinien verbreitet, die größte Artenvielfalt herrscht jedoch in Mittel- und dem nördlichen Südamerika. Sie kommen sowohl in Wäldern wie auch in Sümpfen, Wiesen und sogar Gebirgsregionen vor.

## Lebensweise
Die Lebensweise ist nur von wenigen Arten, insbesondere O. palustris, bekannt. Diese Art errichtet Grasnester und ist sowohl tag- wie auch nachtaktiv. In trockenen Regionen gräbt sie auch Baue, sie kann außerdem gut schwimmen und sucht auch im Wasser nach Nahrung.
Ihre Nahrung besteht aus Gräsern, Samen und Früchten, aber auch Insekten, Krebstieren und kleinen Fischen.
Mehrmals im Jahr bringt das Weibchen nach einer 25- bis 28-tägigen Tragzeit zwei bis fünf Jungtiere zur Welt.

## Reisratten und Menschen
Einige Reisrattenarten sind weitverbreitet, sie fallen bisweilen in Plantagen ein und gelten als Schädlinge. Einige andere Arten sind in ihrem Bestand bedroht. Zwei Inselendemiten, O. curasoe (endemisch auf Curaçao)  und O. nelsoni (endemisch auf den Marias-Inseln), sind ausgestorben.

## Systematik
Die Systematik und Artenzahl der Reisratten ist umstritten. Wilson und Reeder (2005) listen folgende 43 Arten:

### Artenliste
- Oryzomys albigularis kommt in Gebirgswäldern von Panama bis Nord-Peru vor.
- Oryzomys alfaroi ist von Mexiko bis Ecuador verbreitet.
- Oryzomys angouya bewohnt Südostbrasilien, Paraguay und Nordargentinien.
- Oryzomys auriventer lebt in Ecuador und Peru.
- Oryzomys balneator ist aus Ecuador und Nordperu bekannt. Ihr genaues Verbreitungsgebiet ist unklar.
- Oryzomys bolivaris ist von Honduras bis Ecuador verbreitet.
- Oryzomys caracolus ist auf das nördliche Venezuela beschränkt.
- Oryzomys chapmani bewohnt Bergregionen im östlichen und südlichen Mexiko.
- Oryzomys couesi ist von den südlichen USA (Südtexas) über Mittelamerika bis Kolumbien verbreitet.
- Oryzomys curasoae war auf der Insel Curaçao endemisch und ist – möglicherweise durch die Konkurrenz von eingeschleppten Ratten – ausgestorben.
- Oryzomys devius lebt in Costa Rica und West-Panama.
- Oryzomys dimidiatus kommt nur im südöstlichen Nicaragua vor.
- Oryzomys emmonsae wurde erst 1998 beschrieben und ist auf das zentrale Brasilien beschränkt.
- Oryzomys galapagoensis ist auf den Galápagos-Inseln endemisch und gilt als gefährdet.
- Oryzomys gorgasi lebt ausschließlich im nordwestlichen Kolumbien und ist laut IUCN vom Aussterben bedroht.
- Oryzomys hammondi kommt nur im nordwestlichen Ecuador vor.
- Oryzomys keaysi ist auf das östliche Peru beschränkt.
- Oryzomys lamia bewohnt ein kleines Gebiet in Zentralbrasilien und ist möglicherweise gefährdet.
- Oryzomys laticeps kommt im südöstlichen Brasilien vor.
- Oryzomys legatus lebt in den Ostanden von Bolivien bis Nordargentinien.
- Oryzomys levipes bewohnt Wälder in Peru und Bolivien.
- Oryzomys macconnelli kommt in Regenwäldern im nördlichen Südamerika vor.
- Oryzomys maracajuensis ist nur aus Südbrasilien bekannt und wurde erst 2002 beschrieben.
- Oryzomys marinhus kommt nur im brasilianischen Staat Goiás vor und wurde erst 2003 entdeckt.
- Oryzomys megacephalus ist in Südamerika von Venezuela bis Paraguay verbreitet.
- Oryzomys melanotis lebt im westlichen Mexiko. Ihr Gefährdungsgrad ist nicht bekannt.
- Oryzomys meridensis ist auf das westliche Venezuela beschränkt.
- Oryzomys nelsoni war auf den Marias-Inseln vor der Westküste Mexikos endemisch. Die Art ist – vermutlich wegen der eingeführten Ratten und Katzen – ausgestorben.
- Oryzomys nitidus lebt in Ostperu, Ostbolivien und Westbrasilien.
- Oryzomys palustris ist im Süden und Osten der USA verbreitet. Sie ist die am besten erforschte und am weitesten nördlich lebende Art. Die Populationen der Florida Keys wurden früher als O. argentatus als eigene Art betrachtet.
- Oryzomys perenensis bewohnt die Ostanden von Kolumbien bis Bolivien.
- Oryzomys polius ist auf das nördliche Peru beschränkt.
- Oryzomys rhabdops lebt in Hochländern in Südmexiko und Guatemala.
- Oryzomys rostratus bewohnt Waldgebiete von Mexiko bis Nicaragua.
- Oryzomys russatus lebt in Südostbrasilien, Paraguay und Nordostargentinien.
- Oryzomys saturatior ist in Bergwäldern von Mexiko bis Nicaragua verbreitet.
- Oryzomys scotti bewohnt das mittlere Brasilien und wurde erst 2002 beschrieben.
- Oryzomys seuanezi ist auf das südöstliche Brasilien beschränkt.
- Oryzomys subflavus ist aus Ostperu, Ostbolivien und dem östlichen Brasilien bekannt. Das genaue Verbreitungsgebiet ist unklar.
- Oryzomys talamancae ist von Costa Rica bis Ecuador verbreitet.
- Oryzomys tatei kommt nur in Ecuador vor.
- Oryzomys xanthaeolus ist in Ecuador und Peru beheimatet.
- Oryzomys yunganus lebt in Regenwäldern im Amazonasbecken.

Die Galápagos-Reisratten (Nesoryzomys) und die Dunklen Reisratten (Melanomys) werden manchmal in diese Gattung gegliedert.

### Aufteilung der Gattung
Nach Weksler et al. (2006) sind die Reisratten keine natürliche Gruppe, die Arten sind teilweise näher mit anderen Neuweltmäusen verwandt als miteinander. Sie führen darum zehn neue Gattungen ein:
- Aegialomys (für O. xanthaeolus und verwandte Arten)
- Cerradomys (für O. subflavus und verwandte Arten)
- Eremoryzomys (für O. polius und eine 2016 neu beschriebene Art)
- Euryoryzomys (für O. nitidus und verwandte Arten)
- Hylaeamys (für O. megacephalus und verwandte Arten)
- Mindomys (für O. hammondi)
- Nephelomys (für O. albugularis und verwandte Arten)
- Oreoryzomys (für O. balneator)
- Sooretamys (für O. angouya) und
- Transandinomys (für O. bolivaris und O. talamancae).

Oryzomys umfasst in diesem Sinn nur mehr wenige Arten wie O. palustris und O. cuesi. Sechs Arten werden in die bereits existierende Gattung Handleyomys übertragen.
Diese Aufteilung ist aber noch nicht allgemein anerkannt.